# Wereldkampioenschap veldrijden 1950
Het wereldkampioenschap veldrijden 1950 werd gehouden op 4 maart 1950 in de buitenwijken van Parijs, Frankrijk op een parcours van 23,250 kilometer op het Gravelle-plateau, gelegen tussen het 12e arrondissement en Val-de-Marne. Er deden renners uit zes landen met elk vier deelnemers mee.

## Uitslagen

### Individueel
| #      | Renner                 | Land        | Tijd     |
| ------ | ---------------------- | ----------- | -------- |
| Goud   | Jean Robic             | Frankrijk   | 51' 44"  |
| Zilver | Roger Rondeaux         | Frankrijk   | z.t.     |
| Brons  | Pierre Jodet           | Frankrijk   | + 1' 58" |
| 4      | Georges Meunier        | Frankrijk   | + 2' 47" |
| 5      | Nello Sforacchi        | Italië      | onbekend |
| 6      | Martin Metzger         | Zwitserland |          |
| 7      | Sergio Toigo           | Italië      |          |
| 8      | Georges Vandermeirsch  | België      |          |
| 9      | Roland Fantini         | Zwitserland |          |
| 10     | Eugene Jacobs          | België      |          |
| 11     | Louis Michiels         | België      |          |
| 12     | Firmin Van Kerrebroeck | België      |          |
| 13     | Albert Meier           | Zwitserland |          |
| 14     | Domenico Pinchi        | Italië      |          |
| 15     | Luigi Malabrocca       | Italië      |          |
| 16     | Pitty Scheer           | Luxemburg   |          |
| 17     | Jean Igel              | Luxemburg   |          |
| 18     | Roger Jacobs           | Luxemburg   |          |
| 19     | Fernand Bosseler       | Luxemburg   |          |
| 20     | Boleslas Czapala       | Polen       |          |
| 21     | Christian Wosik        | Polen       |          |
|        | Max Breu               | Zwitserland | DNF      |
|        | Antoine Frankowski     | Polen       | DNF      |
|        | ?                      | Polen       | DNF      |

### Landenklassement
Op basis klasseringen eerste drie renners.
| # | Land        | Punten |
| - | ----------- | ------ |
| 1 | Frankrijk   | 0006   |
| 2 | Italië      | 0026   |
| 3 | Zwitserland | 0028   |
| 4 | België      | 0029   |
| 5 | Luxemburg   | 0051   |
|   | Polen       | 000-   |

1950 · 
1951 · 
1952 · 
1953 · 
1954 · 
1955 · 
1956 · 
1957 · 
1958 · 
1959 · 
1960 · 
1961 · 
1962 · 
1963 · 
1964 · 
1965 · 
1966 · 
1967 · 
1968 · 
1969 · 
1970 · 
1971 · 
1972 · 
1973 · 
1974 · 
1975 · 
1976 · 
1977 · 
1978 · 
1979 · 
1980 · 
1981 · 
1982 · 
1983 · 
1984 · 
1985 · 
1986 · 
1987 · 
1988 · 
1989 · 
1990 · 
1991 · 
1992 · 
1993 · 
1994 · 
1995 · 
1996 · 
1997 · 
1998 · 
1999 · 
2000 · 
2001 · 
2002 · 
2003 · 
2004 · 
2005 · 
2006 · 
2007 · 
2008 · 
2009 · 
2010 · 
2011 · 
2012 · 
2013 · 
2014 · 
2015 · 
2016 · 
2017 · 
2018 · 
2019 ·
2020 ·
2021 ·
2022 ·
2023 ·
2024 ·
2025

Categorieën

Mannen elite · 
vrouwen elite · 
mannen beloften · 
vrouwen beloften · 
jongens junioren · 
meisjes junioren · 
gemengde estafette

Voormalig:
mannen amateurs